# Pfarrkirche Sankt Peter am Ottersbach

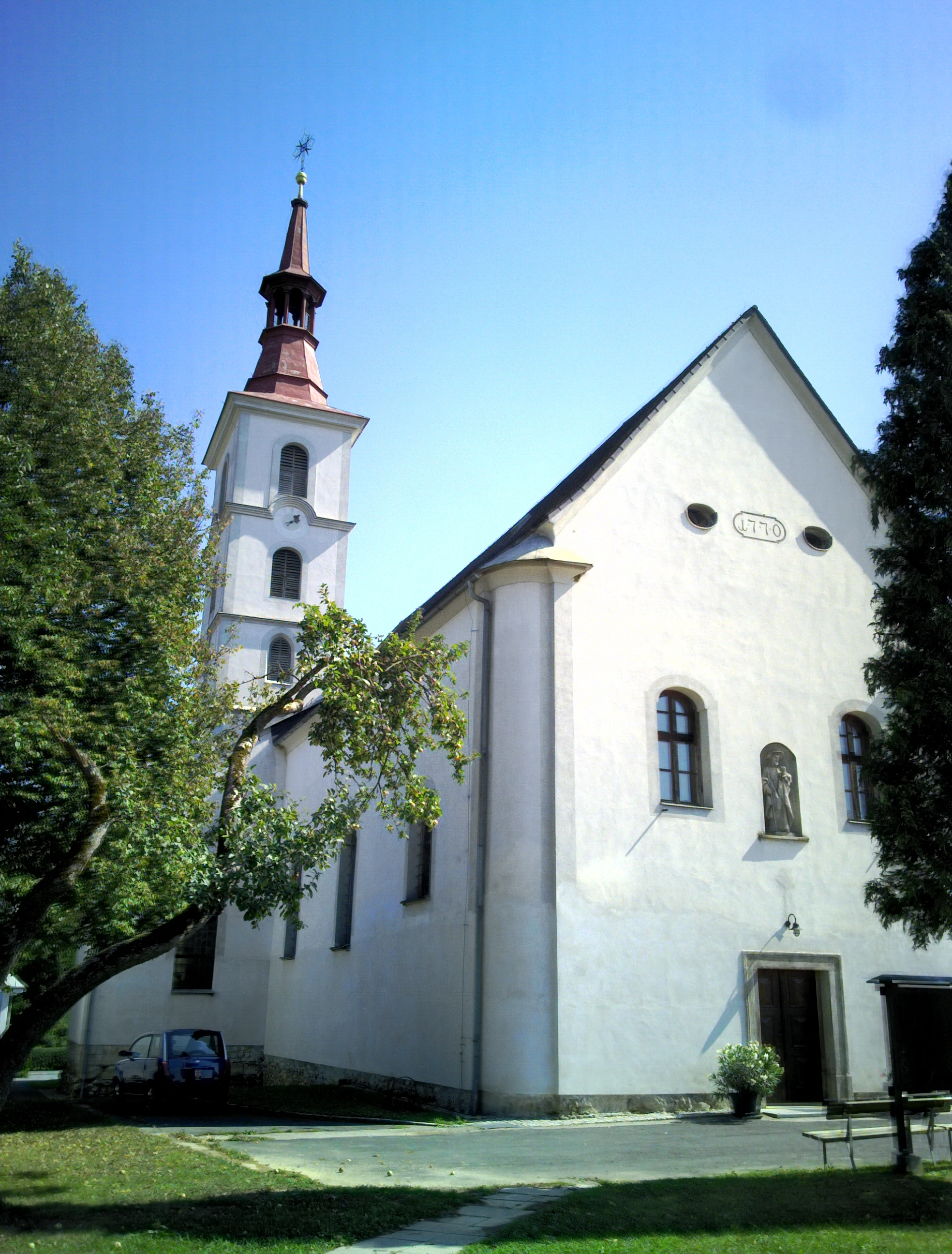
Pfarrkirche hl. Peter

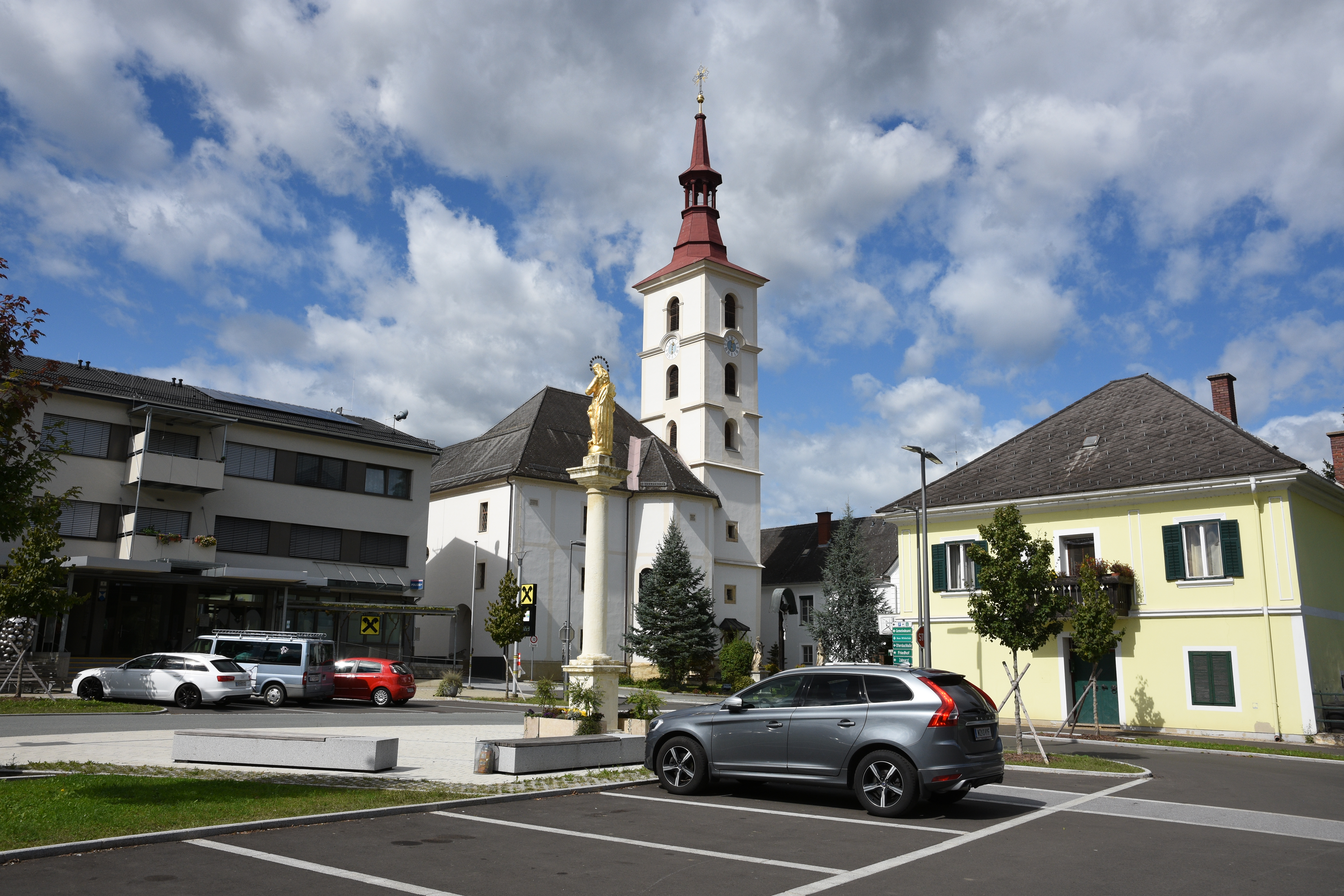
Pfarrkirche Sankt Peter am Ottersbach

Die römisch-katholische Pfarrkirche Sankt Peter am Ottersbach steht in der Marktgemeinde Sankt Peter am Ottersbach in der Steiermark. Die Pfarrkirche hl. Petrus gehört zum Dekanat Radkersburg in der Diözese Graz-Seckau. Die Kirche steht unter Denkmalschutz.

## Geschichte
Die Kirche wurde 1782 zur Pfarrkirche erhoben.

## Architektur
Der spätgotische Bau zeigt sich mit dem einjochige eingezogene Chor mit 3/8-Schluss mit 1515 datiert. Aus der gleichen Zeit ist der Turm an der Nordseite des Chors, mit Bruchsteinen und Quadern, mit gotischen Fenstern und Traufgesimsen. Die Kirche wurde im 18. Jahrhundert erneuert und zeigt 1770 an der Westfront. Das vierjochige Langhaus hat ein Kreuzgratgewölbe auf Gurten auf Pilastern. Zwei rechteckige Seitenkapellen erweitern die Kirche am vierten Joch. Die südliche Seitenkapelle ist mit 1852 datiert. Die Sakristei mit einer Empore nennt die Jahresangabe 1894. Der spätbarocke Orgelchor hat eine vorschwingende Brüstung.
Vor der Kirche im Osten stehen auf Sockeln die Steinfiguren Petrus und Paulus aus dem Mitte des 18. Jahrhunderts. Dazwischen steht ein Kruzifix aus dem 19. Jahrhundert. Am Chorhaupt steht eine Figurengruppe Heilige Familie aus Marmor aus 1921.
Im Chor ist ein Fresko Schlüsselübergabe an Petrus vom Maler Simon Pregatter (1836).

## Ausstattung

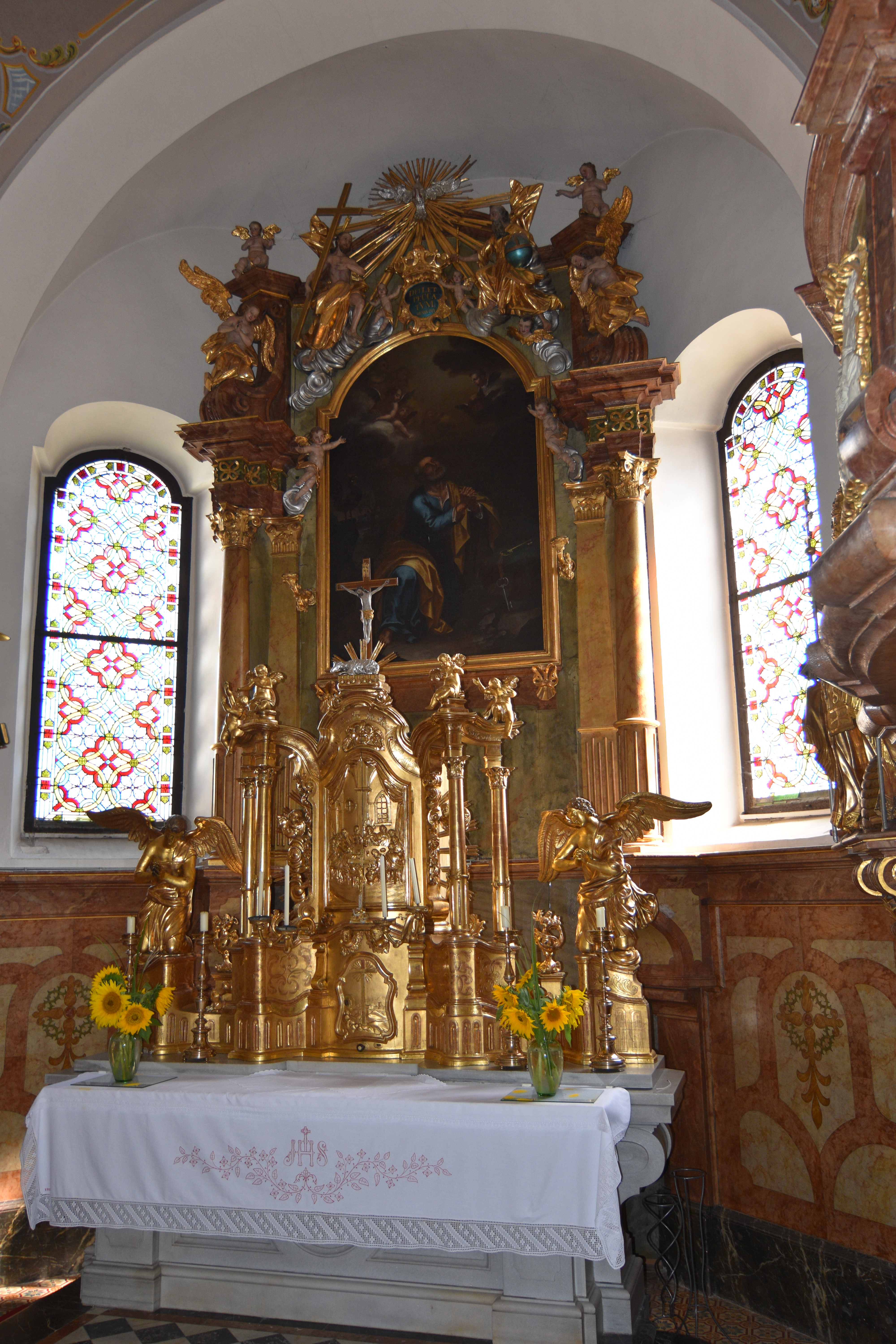
Der Hochaltar

Die spätbarocke Einrichtung stammt aus dem 3. Viertel des 18. Jahrhunderts. Es gibt sechs Reliefs zu Petrus. Der Hochaltar zeigt ein Altarbild von Maler Ludwig von Kurz zum Thurn und Goldenstein (1931). Die Taufsteinabdeckung zeigt die Taufe Christi. Der Sakristeischrank wurde 1969 restauriert.